# In Times Before the Light
In Times Before the Light ist das Debütalbum der norwegischen Black-Metal-Band Covenant. Es erschien im Jahr 1997 bei Mordgrimm.

## Entstehung und Veröffentlichung
Ende 1994, im Jahr nach der Entstehung Covenants, nahmen die beiden Bandgründer mit Kharon als Sessionbassist das Demo From the Storm of Shadows mit drei Stücken auf. Ein halbes Jahr später folgte in Zweierbesetzung eine Promo-Kassette mit drei weiteren Stücken für ein angekündigtes Debütalbum. Neben den sechs bereits bekannten Stücken wurden vier weitere im Herbst 1995 für In Times Before the Light aufgenommen. Alex Kurtagić gestaltete das Cover.
Das Album wurde allerdings erst 1997 veröffentlicht. Im Jahr 2002 erschien – nun unter dem aus rechtlichen Gründen geänderten Bandnamen The Kovenant – über Hammerheart Records ein von der Band angefertigter Remix; Head Not Found legte die Originalfassung des Albums mit dem Demo als Bonus im Jahr 2007 neu auf.

## Titelliste
1. Towards the Crown of Nights – 5:53
2. Dragonstorms – 4:59
3. The Dark Conquest – 6:56
4. From the Storm of Shadows – 5:15
5. Night of the Blackwinds – 3:41
6. The Chasm – 3:46
7. Visions of a Lost Kingdom – 3:27
8. Through the Eyes of the Raven – 5:02
9. In Times Before the Light – 6:01
10. Monarchs of the Mighty Darkness – 5:54

Bonus-Titel
1. In Times Before the Light – 6:25
2. Visions of a Lost Kingdom – 3:05
3. From the Storm of Shadows – 6:08

## Stil
Covenant spielen auf dem Album melodisch-atmosphärischen Black Metal mit typischem Kreischgesang, verzerrten Gitarren und vielen eingängigen Keyboardpassagen. Es sind Ähnlichkeiten zum Stil von Bands wie Dimmu Borgir, Troll und Carpe Tenebrum wahrnehmbar. Das Remix von 2002 wurde dem damals aktuellen Stil der Band entsprechend mit neuen Keyboardarrangements, elektronischen Effekten und Einflüssen aus dem Industrial Metal versehen.

## Rezeption
„Die Musik ist im Prinzip nichts Neues mehr, aber es ist dennoch ein gut gelungenes Debut-Album der Beiden.“

„Das Album schlug ein wie eine Bombe. Die Songs und deren Arrangement war schlichtweg genial und bis in alle Details durchdacht.“